# 坦桑尼亞歷史
坦桑尼亞在經過人類學家及考古學家推斷後，當地最早的歷史可以追溯到200萬年前，剛好就是原始人類出現生存的年代。也因此使坦桑尼亞成為地球上最早有人類活動及居住的地區之一。

## 最初的發現
坦桑尼亞與其他國家的首次接觸發生於第一千年左右，當時一群來自西印度與波斯灣附近的旅客及商人行船到達東非沿海一帶，並與當地原住民（班圖人及俾格米人等）進行小型貿易。而當時也有一群來自尼羅河畔的遊牧民族來到此處居住。

## 早期海岸历史
自公元前1000年初，来自波斯湾和印度西部的旅行者和商人访问了东非海岸。希腊文的《爱利脱利亚海周航记》和托勒密的地理列举了一些海岸线市场位置。在海岸发现的罗马时代硬币确认了贸易的存在。

## 坦噶尼喀
坦噶尼喀是一个地理和政治实体，在高度帝国化之前没有一个确切形状。
在19世纪中期，欧洲开始进入此处。1848年，德国人Johannes Rebmann成为第一个见到乞力马扎罗山的欧洲人。

## 殖民時期
1880年代-1919年曾是德属东非，第一次世界大战后，被英国托管。

## 独立
1961年12月9日坦噶尼喀宣告独立，1963年12月10日桑给巴尔宣告独立；1964年合并成“坦桑尼亚联合共和国”。